# Akihiko Hoshide
Akihiko Hoshide (Tóquio, 28 de dezembro de 1968) é um astronauta e engenheiro japonês, veterano de duas missões à Estação Espacial Internacional, no ônibus espacial norte-americano Discovery em 2008 e na nave russa Soyuz TMA-05M em 2012.

## Biografia
Bacharel em engenharia mecânica e doutor em engenharia aeroespacial, estudos completados em 1992 e 1997, entrou para a Agência Nacional de Desenvolvimento Espacial do Japão (NASDA) em 1992 e trabalhou no desenvolvimento do foguete lançador japonês H-11 por dois anos. Entre 1994 e 1999, foi integrante da equipe de engenharia de apoio a astronautas da NASDA, auxiliando no desenvolvimento do programa de treinamento de astronautas e auxiliando o astronauta Koichi Wakata durante seu treinamento e durante a missão deste a bordo da STS-72 Endeavour, em 1996.
Em fevereiro de 1999 foi pré-selecionado pela NASDA (agora JAXA) como um dos três japoneses candidatos a astronauta para trabalhar na Estação Espacial Internacional (ISS). Hoshide iniciou o programa de treinamento básico em abril de 1999 e foi qualificado em janeiro de 2001. Desde então, participou do treinamento avançado para operar na ISS, além de auxiliar no desenvolvimento no hardware e na operação do módulo experimental japonês Kibo e do veículo de transferência H-II (HTV).

## Espaço
Em maio de 2004 completou o treinamento de engenheiro de voo das naves Soyuz-TMA no Centro de Treinamento de Cosmonautas Yuri Gagarin, na Cidade das Estrelas, Rússia e foi então transferido para o Centro Espacial Johnson, em Houston, nos Estados Unidos. Depois de completar o curso de treinamento de astronautas da NASA, foi ao espaço 31 de maio de 2008 como especialista de missão da STS-124 Discovery,  que realizou a integração da segunda parte do módulo Kibo à estrutura da ISS.
Em 15 de junho de 2012 iniciou sua segunda missão espacial, lançado do Cosmódromo de Baikonur na Soyuz TMA-05M para a primeira longa permanência em órbita, como integrante das Expedições 32 e 33 à ISS, onde passou seis meses, retornando à Terra em 19 de novembro de 2012.